# East London
East London (in afrikaans Oos-Londen, in xhosa eMonti; 267007 ab. nel 2011), in italiano letteralmente Londra Est, è una città del Sudafrica nella provincia del Capo Orientale.
Si affaccia sull'oceano Indiano tra gli estuari dei fiumi Buffalo e Nahoon, ed è l'unica città del Paese ad essere dotata di un porto fluviale.
Appartiene alla municipalità metropolitana di Buffalo City e ha un'area metropolitana di circa 700 000 abitanti.
Fondata nel 1872, la città fece parte fino al 1994 della disciolta Provincia del Capo di Buona Speranza, successivamente divisa in quattro unità amministrative più ridotte.

## Storia
L'insediamento originale da cui si sviluppò East London era il porto fluviale di Port Rex. Nella prima metà del XIX secolo il porto ebbe un ruolo determinante nell'approvvigionamento delle truppe britanniche impegnate nelle guerre di frontiera contro gli xhosa; all'epoca, la regione era chiamata Kaffraria Britannica.
Con lo sviluppo dell'insediamento vi giunsero i primi coloni, soprattutto tedeschi. Nel 1876 si ebbe un ulteriore periodo di sviluppo come conseguenza dell'arrivo della ferrovia.
Nel 1914 l'insediamento ricevette lo status di città.

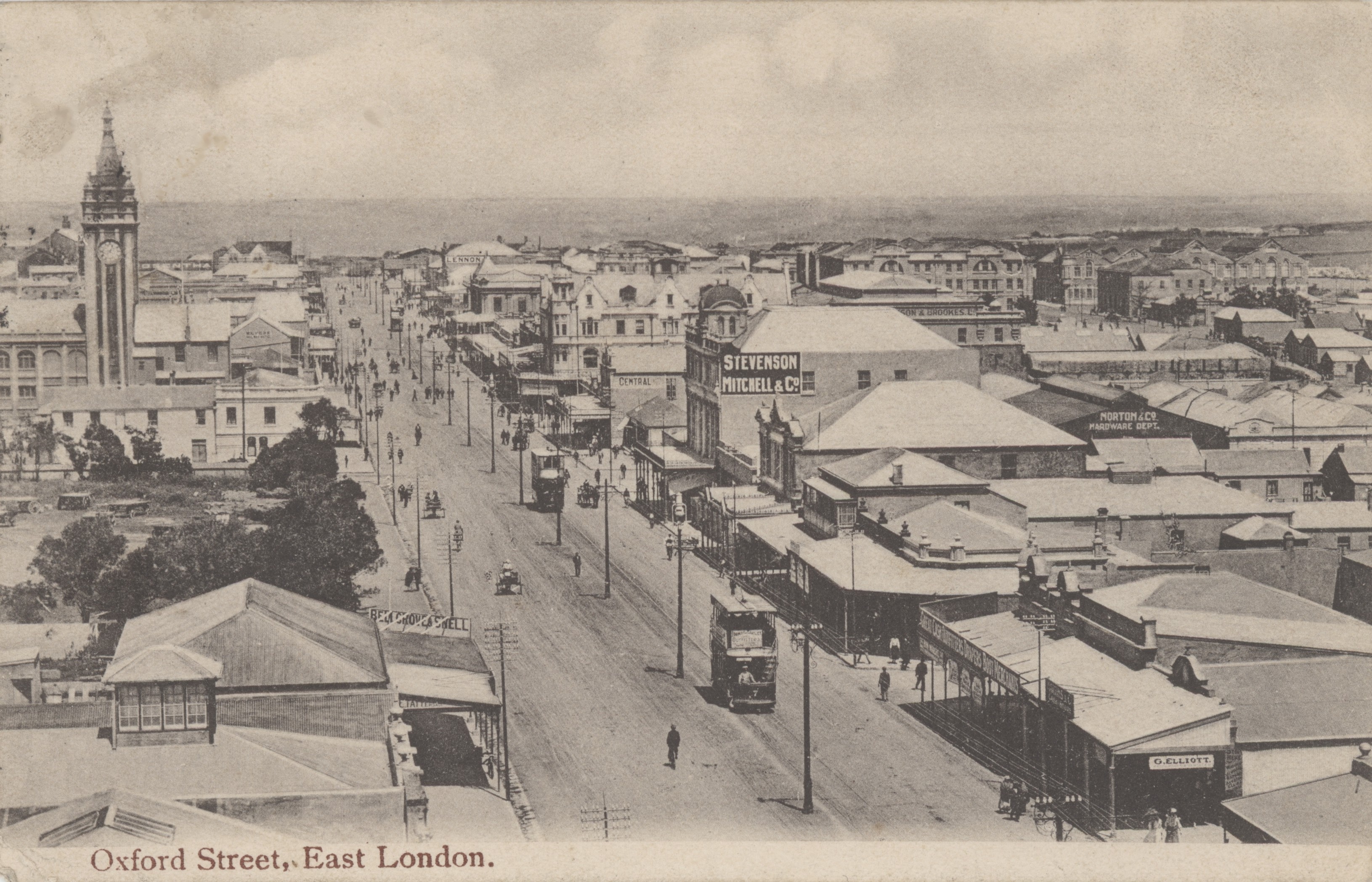
Cartolina di East London, ca. 1900

Durante l'epoca dell'apartheid, le aree a ovest e a est di East London vennero rispettivamente assegnate ai bantustan del Ciskei e del Transkei, con la conseguenza che la città venne a trovarsi relativamente isolata e subì un forte decremento demografico. Negli anni settanta, il giornale locale Daily Dispatch ebbe un ruolo determinante nel rivelare la verità sulla morte dell'attivista nero anti-apartheid Steve Biko, assassinato a Port Elizabeth dalla polizia sudafricana e oggi commemorato da una imponente statua di fronte al municipio di East London.
Fino al 1994, la situazione economica di East London andò peggiorando drasticamente, ancora per motivi legati all'apartheid. Il governo istituì una serie di incentivi per portare investimenti nel Ciskei, e molte attività furono trasferite da East London nei vicini centri nel bantustan. Le sanzioni economiche internazionali di cui il Sudafrica fu oggetto negli anni ottanta rallentarono ulteriormente il traffico commerciale del porto.
Dopo la fine dell'apartheid il governo ha cercato di rimediare al degrado economico di East London istituendo nella zona una Industrial Development Zone di 1500 ettari.
Nel 2000 East London è entrata a far parte della municipalità metropolitana di Buffalo City, allora municipalità locale, divenendone successivamente il capoluogo.

## Monumenti e luoghi di interesse

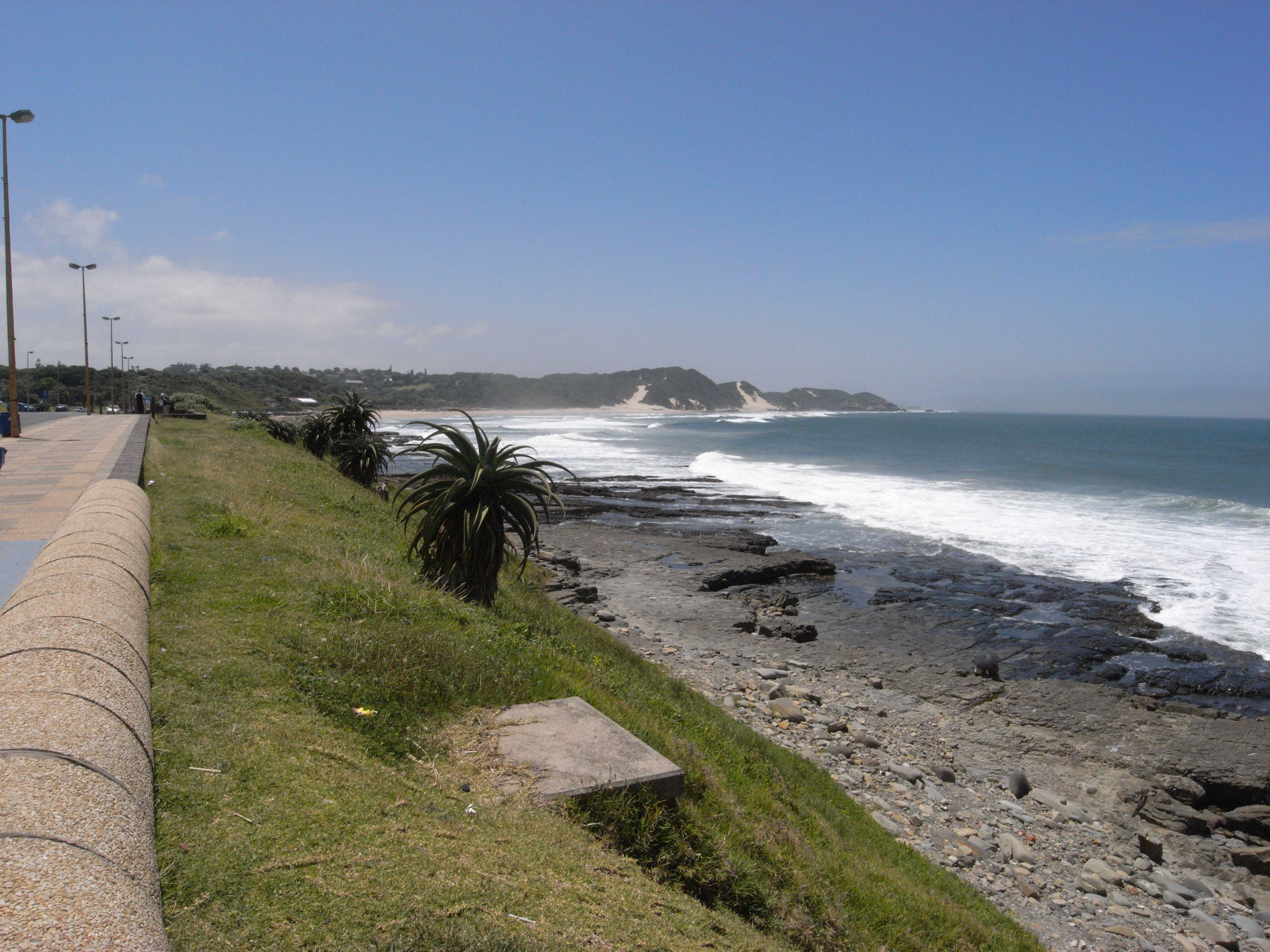
Spiaggia di East London

L'industria del turismo di East London sta attraversando un periodo di rapido sviluppo, soprattutto alimentato dal turismo nazionale. La spiaggia di East London è considerata fra le più belle del paese, e particolarmente rinomata per il surf. In città si trovano anche un acquario (East London Aquarium) e uno zoo.
Fra i luoghi di interesse culturale a East London c'è l'East London Museum, che espone un esemplare di celacanto, un pesce preistorico che si riteneva estinto, pescato nel 1938. Nello stesso museo ci sono anche diverse sculture commemorative. Fra gli edifici storici di interesse architettonico il più noto è il Municipio di East London.
Nei dintorni della città si trovano diverse riserve faunistiche e naturali, fra cui la Inkwenkwezi Private Game Reserve e la Mpgongo Private Game Reserve.

## Società

### Etnie e minoranze straniere
La popolazione locale è costituita soprattutto da neri prevalentemente di etnia xhosa (oltre 500.000) e bianchi di lingua inglese e afrikaner (circa 70.000); seguono i cape coloured (circa 40.000) e gli indiani (circa 5.000). Parte della popolazione, soprattutto bianca, è costituita da villeggianti e pensionati che si ritirano qui grazie al clima mite.

### Lingue e dialetti
Si parlano soprattutto inglese, xhosa e afrikaans.

## Cultura

### Istruzione
East London è sede dell'università di Fort Hare.

## Economia
East London è il secondo più importante centro industriale del Capo Orientale. La maggior parte dell'attività economica ruota attorno all'industria automobilistica; sono presenti, tra l'altro, stabilimenti Chrysler e Mercedes-Benz. Si trovano nell'area metropolitana della città anche industrie di abbigliamento, tessuti, farmaceutiche e alimentari.

## Infrastrutture e trasporti

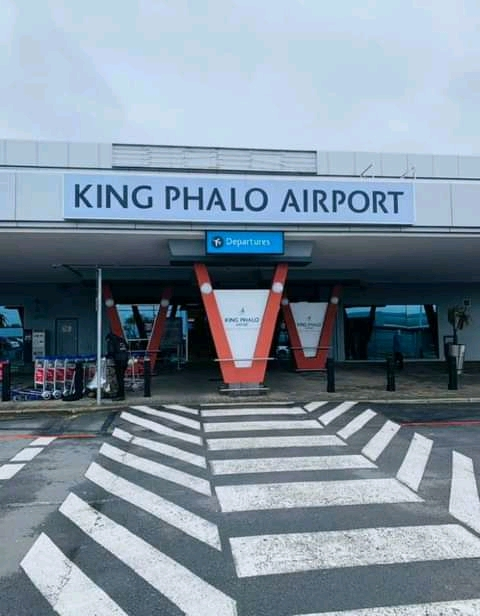
Aeroporto di East London

East London gode di una buona rete di collegamenti con il resto del paese. È toccata dalla strada nazionale N2 che collega Città del Capo e Durban, e la N6 la congiunge a Bloemfontein. L'aeroporto collega East London con tutte le principali città sudafricane.

## Sport
Il circuito automobilistico di Prince George, aperto nel 1959, ospitò tre Gran premi di Formula 1 negli anni sessanta. Altri sport molto praticati sono il surf, il cricket, il rugby union (la squadra provinciale dei Border Bulldogs disputa a East London le partite in casa), il motocross, il golf e le arti marziali.